# Лео Лемешич
Лео Лемешич (хорв. Leo Lemešić, нар. 8 червня 1908  — пом. 5 серпня 1978, Спліт) — югославський футболіст, що грав на позиції нападника, футбольний тренер, суддя. Відомий виступами за клуб «Хайдук», а також національну збірну Югославії. Дворазовий чемпіон Югославії.

## Клубна кар'єра
Дебютував у офіційному матчі в складі «Хайдука» у 18-річному віці 14 березня 1926 року у матчі чемпіонату Спліта проти «Бораца» (12:0) і одразу відзначився чотирма голами. Перший час переважно підміняв у основі команди когось із трійки провідних нападників центральної осі Любо Бенчича, Мірко Боначича і Антун Боначича.
В 1927 році здобув з командою перший титул чемпіона Югославії. В короткотривалому турнірі для шести учасників «Хайдук» на два очки випередив белградський БСК. Так як відсутнім був Бенчич, Лео зіграв у всіх п'яти матчах змагань і забив 1 гол. По завершенні сезону чемпіон отримав можливість зіграти у новоствореному міжнародному турнірі для провідних клубів Центральної Європи — Кубку Мітропи. У першому раунді змагань «Хайдук» двічі поступився віденському «Рапіду» (1:8, 0:1).
Ще одну перемогу у чемпіонаті «Хайдук» здобув у скандальній першості 1929 року. За підсумками сезону переможцем став БСК, що набрав таку ж кількість очок, що і «Хайдук», але випереджав команду зі Спліта за додатковими показниками. Та федерація футболу визнала два матчі БСК недійсними через участь недозволеного гравця. У підсумку представники столичного клубу переграли лише один з цих матчів (якраз проти «Хайдука» і вдруге перемогли з рахунком 2:1 замість 3:1 на початку сезону), а у другому команді зарахували технічну поразку. Таким чином «Хайдук» виявився попереду БСК на два очки. Лео зіграв у всіх десяти (з врахуванням двох матчів кваліфікації) матчах того чемпіонату і забив 2 голи.
У 30-х роках Лемешич став головним бомбардиром команди. Тричі був з клубом срібним призером чемпіонату в 1932, 1933 і 1937 роках. В 1935 році здобув титул найкращого бомбардира чемпіонату.
Загалом у складі «Хайдука» зіграв у 1926—1940 роках 491 матч і забив 455 м'ячів. Серед них 179 матчів і 109 голів у чемпіонаті Югославії, 27 матчів і 54 голи у чемпіонаті Спліта, 1 матч у Кубку Мітропи, 20 матчів і 10 голів у Кубку югославської федерації, 264 матчі і 282 голів у інших турнірах і товариських іграх. За кількістю забитих голів Лемешич посідає друге місце у списку найкращих бомбардирів в історії «Хайдука».

## Виступи за збірну
1929 року дебютував в офіційних матчах у складі національної збірної Югославії у грі проти Чехословаччини (3:2), відзначився забитим голом. Загалом зіграв за збірну 5 матчів і забив 3 голи.
| Дата       | Місто    | Господарі | Результат | Гості     | Турнір                  | Голи | Примітки |
| ---------- | -------- | --------- | --------- | --------- | ----------------------- | ---- | -------- |
| 10.05.1929 | Бухарест | Румунія   | 2 – 3     | Югославія | Кубок короля Олександра | 1    |          |
| 16.11.1930 | Софія    | Болгарія  | 0 – 3     | Югославія | Балканський кубок       | 1    |          |
| 21.05.1931 | Белград  | Югославія | 3 – 2     | Угорщина  | товариський матч        | 1    |          |
| 28.06.1931 | Загреб   | Югославія | 2 – 4     | Румунія   | Балканський кубок       | -    |          |
| 29.05.1932 | Загреб   | Югославія | 0 – 3     | Польща    | товариський матч        | -    |          |
| Усього     |          | Матчів    | 5         |           | Голів                   | 3    |          |

### Статистика виступів у кубку Мітропи
| №                      | Розіграш               | Стадія                 | Дата та місце проведення | Команда 1              | Рахунок | Команда 2      | Голи |
| ---------------------- | ---------------------- | ---------------------- | ------------------------ | ---------------------- | ------- | -------------- | ---- |
| 1                      | 1927                   | 1/4                    | 14.08.1927 Відень        | Рапід (Відень)         | 8:1     | Хайдук (Спліт) |      |
| 2                      | 1927                   | 1/4                    | 21.08.1927 Спліт         | Хайдук (Спліт)         | 0:1     | Рапід (Відень) |      |
| Всього у кубку Мітропи | Всього у кубку Мітропи | Всього у кубку Мітропи | Всього у кубку Мітропи   | Всього у кубку Мітропи | 2       |                | 0    |

## Кар'єра тренера і судді
Завершивши ігрову кар'єру, Лемешич став футбольним арбітром. Працював на Олімпійських іграх 1948. Також судив на двох чемпіонатах світу. Зокрема, під час чемпіонату 1950 року працював в одному матчі у ролі бокового судді, а на чемпіонаті 1958 року був головним суддею матчу Уельс — Мексика, а ще у двох поєдинках працював боковим. Загалом у ролі головного арбітра відпрацював 8 міжнародних матчів для збірних у 1948—1958 роках .
1952—1954 роках Лемешич входив до тренерської відбіркової комісії національної збірної Югославії протягом 27 матчів. Завоював з командою срібло на Олімпійських іграх 1952. Також працював з командою на чемпіонаті світу 1954 року, де югославська збірна дісталась чвертьфіналу.
В 1956 році Лемешич входив до тренерського складу збірної Хорватії, що проводила товариський матч зі збірною Індонезії (5:2). Це єдиний матч хорватської збірної у часи СФРЮ.
У сезоні 1961—1962 років Лемешич тренував рідний «Хайдук».
В останні роки життя Лео Лемешич впав в депресію. 5 серпня 1978 року він вчинив самогубство.

## Трофеї і досягнення
як гравця
- Чемпіон Югославії: 1927, 1929
- Срібний призер чемпіонату Югославії: 1928, 1931-32, 1932-33, 1935-36
- Найкращий бомбардир чемпіонату Югославії: 1934-35
- Чемпіон футбольної асоціації Спліта: 1926 (в), 1926 (о), 1927 (в), 1927 (о), 1928 (в), 1929 (в), 1929 (о), 1930 (в), 1930 (о), 1932, 1936 (в)

як тренера
- Срібний призер Олімпійських ігор: 1952